# Guatteria rostrata
Guatteria rostrata là loài thực vật có hoa thuộc họ Na. Loài này được Erkens & Maas mô tả khoa học đầu tiên năm 2006.